# Черняев, Виктор Васильевич
Виктор Васильевич Черняев (1912—1944) — командир отделения 363-го стрелкового полка 114-й стрелковой дивизии 7-й армии Карельского фронта, старший сержант, Герой Советского Союза.

## Биография
Родился в 1912 году в посёлке Емельяново ныне Емельяновского района Красноярского края в крестьянской семье. Русский. Окончил 4 класса и курсы трактористов. Работал в Алзамайском леспромхозе в посёлке Алзамай Нижнеудинского района Иркутской области.
В Красной Армии в 1935-37 годах и с июня 1941 года. В действующей армии с октября 1941 года, — направлен в 114-ю стрелковую дивизию, сформированную из сибиряков. Осенью 1941 года эта дивизия перебрасывается в район реки Свирь, где вместе с другими соединениями 7-й армии преградила путь финско-фашистским захватчикам.
Командир отделения 363-го стрелкового полка кандидат в члены ВКП(б) старший сержант Виктор Черняев в числе первых 21 июня 1944 года переправился через реку Свирь в районе города Лодейное Поле Ленинградской области. Ступив на занятый врагом берег, бесстрашный командир отделения проделал проход в минном поле и первым ворвался в траншею противника. В рукопашной схватке он уничтожил пять финских солдат, а одного взял в плен. Когда враг открыл огонь из пулемётного дзота, Виктор Черняев скрытно подполз к нему и, забросав амбразуру гранатами, заставил пулемёт замолчать. Смелые и отважные действия отделения старшего сержанта Черняева В. В. помогли подразделениям 363-го стрелкового полка успешно форсировать реку и взломать вражескую оборону на её северном берегу.
Указом Президиума Верховного Совета СССР от 21 июля 1944 года за образцовое выполнение боевых заданий командования на фронте борьбы с немецко-фашистским захватчиками и проявленные при этом мужество и героизм старшему сержанту Черняеву Виктору Васильевичу присвоено звание Героя Советского Союза.
В одном из боев, 15 июля 1944 года, на питкярантском направлении вражеская пуля оборвала жизнь Героя, который не успел получить заслуженную награду. Похоронен в братской могиле воинов 7-й армии, у озера Ява в окрестностях города Питкяранта Республики Карелия.
Награждён орденом Ленина.

## Память
Именем Героя названы средняя школа № 3 и улица в посёлке Алзамай Нижнеудинского района Иркутской области, где установлен бюст Героя.
Улица имени Героя есть так же и на родине в Емельяново.
Имя Виктора Черняева увековечено в мемориале на берегу реки Ангара в городе Иркутске.